# Lisois d'Amboise
Lisois d'Amboise, né vers en 1007 à Bazougers, et mort vers 1065, est le premier sénéchal d'Anjou nommé par Foulque Nerra.

## Origines
Fils de Hugues de Lavardin, (filleul de Hugues Capet, roi de France), seigneur de Bazougers, et de sa seconde femme Odeline, fille de Raoul de Sainte-Suzanne, vicomte du Mans. 
Il hérita, de la seigneurie de Bazougers et de Sainte-Christine, et sa sœur, Aveline, de la seigneurie de Lavardin.

## Fonctions
Chef de guerre du puissant comte d'Anjou, Foulques Nerra (né vers 965/970-† 1040).

Au cours de son pèlerinage en Terre sainte, le comte d'Anjou, Foulques Nerra, avait apprécié le courage, l'intelligence, et la valeur guerrière de Lisois. À son retour, il décida de lui confier sa forteresse d'Amboise à la place de Sulpice II de Buzançais vieillissant. Il lui confia, également, sa forteresse de Loches. Avec l'aide de ses frères, Auger et Aubri, (tous deux de valeureux guerriers), Lisois parvint à contenir les nombreuses attaques, à l'est de l'Anjou, du puissant comte de Blois, Eudes II, (allié du roi de France). À partir de sa forteresse de Chaumont-sur-Loire, Eudes II tenta à plusieurs reprises de s'emparer de la forteresse d'Amboise, porte de l'Anjou, mais Lisois, et ses frères résistèrent. Ils attaquèrent même, à plusieurs reprises, les domaines du comte (ces événements prennent place parmi les guerres entre les comtes d'Anjou et de Blois pour le contrôle de la Touraine, dont les Anjou sortiront vainqueurs vers 1044).

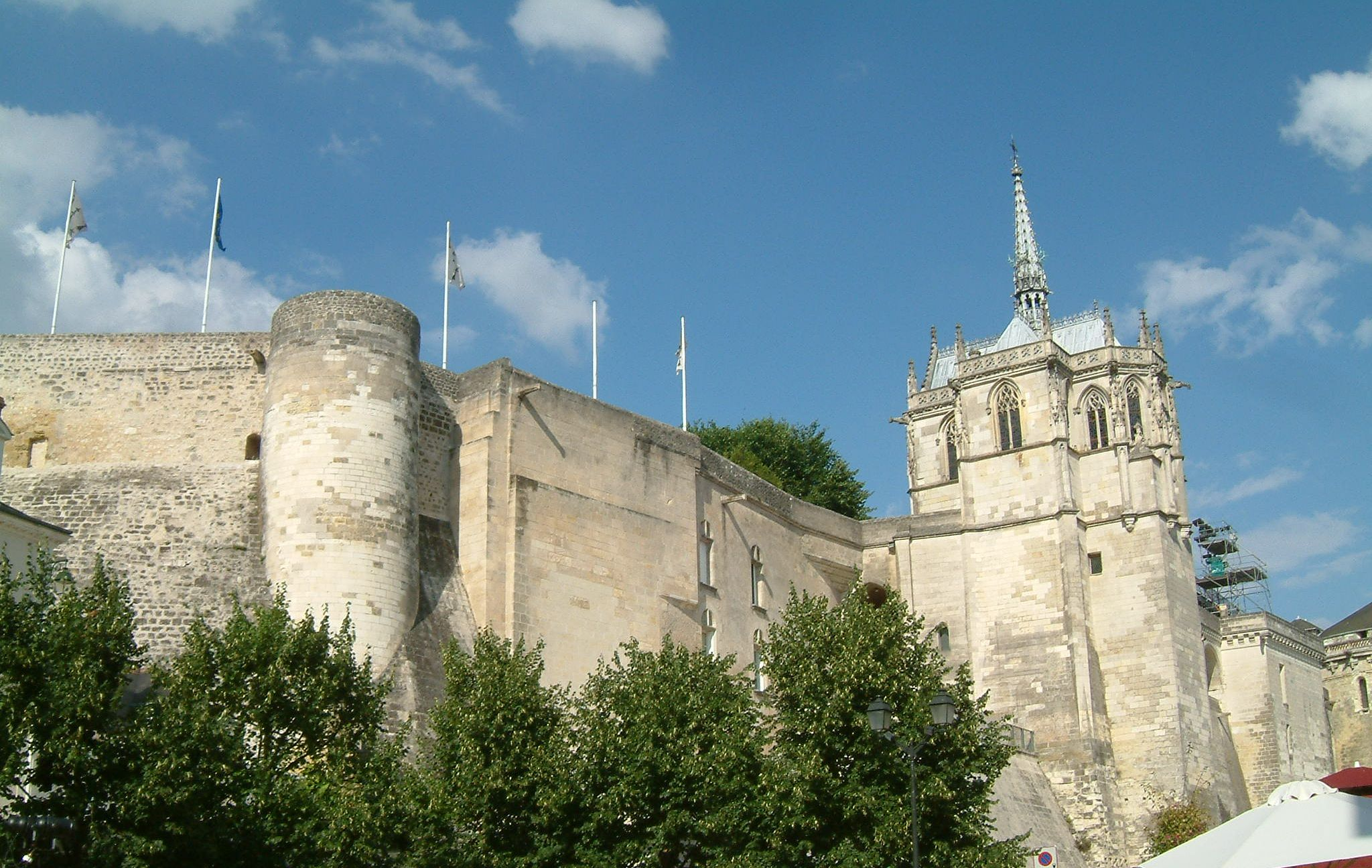
Forteresse d'Amboise.

## Éléments biographiques
En 1013, Lisois signa avec le comte d'Anjou Foulques Nerra, et Geoffroy de Preuilly, une charte affranchissant les moines de l'église de Beaulieu (dans l'Indre : St-Nicolas de Beaulieu ? ; ou Beaulieu-lès-Loches, en Indre-et-Loire ?), et les autorisant à faire battre monnaie dans la ville de Loches.
En 1014, pour récompenser son plus constant et son plus fidèle compagnon d'armes, le comte d'Anjou le fit entrer dans sa famille en lui faisant épouser Hersende de Buzançais, Dame de Verneuil, nièce de Sulpice II de Buzançais, trésorier de Saint-Martin de Tours. Il reçut en dot de riches domaines, dont la forteresse de Montrichard et le donjon d'Amboise.
Le 22 août 1044, Lisois sauva Geoffroy II d'Anjou, nouveau comte d'Anjou, d'une défaite certaine au cours de la bataille de Nouy (entre Tours et Amboise) où il arriva vers la fin de la bataille avec plus de 300 cavaliers. Le comte d'Anjou pu ainsi réunir la Touraine au comté d'Anjou.
En 1046, pendant son voyage en Saxe, à Rome, et dans la Pouille, Geoffroy II d'Anjou confia la garde du comté d'Anjou à Lisois d'Amboise.
Dès son retour de voyage, en 1047, satisfait de ses services, le comte d'Anjou lui conféra la dignité de sénéchal d'Anjou, de Touraine et du Maine. Ce titre de sénéchal fut employé pour la première fois en France au niveau des régions. Il regroupait l'intendance de la maison du comte, l'administration de la guerre, les finances du comté, et la justice. Outre ces fonctions le sénéchal était aussi le porte-enseigne des troupes du comte lorsqu'elles se mettaient en campagne. Le premier titre de sénéchal fut porté par le grand-père de Geoffroy II d'Anjou, Geoffroy Ier d'Anjou qui porta le titre de sénéchal de France.

## Descendance

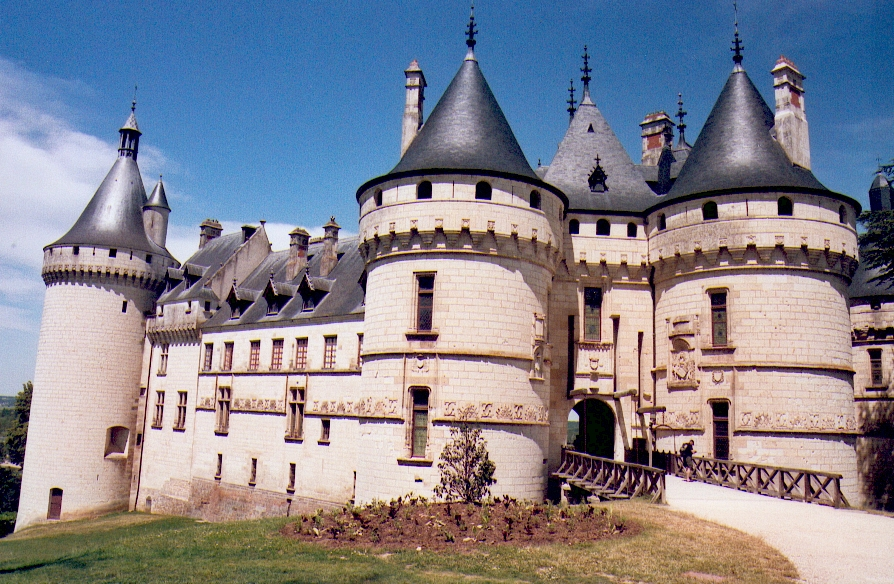
Château de Chaumont-sur-Loire.

De son mariage avec Hersende de Buzançais sont issus :
- Euphémie d'Amboise, mariée à Bouchard de Montrésor.
- Elisabeth d'Amboise, mariée à François "le Jeune" de Thorigné.
- Isabelle d'Amboise, mariée à Thibault de Rochecorbon.
- Sulpice Ier d'Amboise, (~1030-~1081), marié à Denise de Pontlevoy, Dame de Chaumont-sur-Loire. Par ce mariage, Sulpice réunira les seigneuries d'Amboise et de Chaumont-sur-Loire et deviendra le plus puissant vassal du comte d'Anjou.
- Lisois II d'Amboise, seigneur de Verneuil-sur-Indre.

C'est à cette époque que Lisois prend le nom d'Amboise. Il est à l'origine de la Maison d'Amboise .
Les seigneuries d'Amboise et de Chaumont-sur-Loire, resteront jusqu'aux XVe et XVIe siècles dans la Maison d'Amboise.